# Gishanga (vattendrag i Rutana)
Gishanga är ett vattendrag i Burundi.   Det ligger i provinsen Rutana, i den centrala delen av landet, 90 kilometer sydost om huvudstaden Bujumbura.
Omgivningarna runt Gishanga är en mosaik av jordbruksmark och naturlig växtlighet. Runt Gishanga är det ganska tätbefolkat, med 199 invånare per kvadratkilometer.